# Tyrone Corbin
Tyrone Kennedy Corbin (Colúmbia, 31 de dezembro de 1962) é um ex-jogador norte-americano de basquete profissional que atualmente é o assistente técnico do Charlotte Hornets da National Basketball Association (NBA).
Ele jogou basquete universitário pela Universidade DePaul e foi selecionado pelo San Antonio Spurs como a 35ª escolha geral no draft da NBA de 1985. Corbin jogou 16 temporadas na NBA. Ele foi inicialmente nomeado assistente técnico do Phoenix Suns e posteriormente se tornou treinador principal do Utah Jazz em 10 de fevereiro de 2011, após a renúncia do técnico Jerry Sloan. Corbin também foi brevemente o treinador principal interino do Sacramento Kings na temporada de 2014-15 antes de ser substituído por George Karl.

## Carreira universitária
Corbin jogou universitariamente pela Universidade DePaul de 1981 a 1985. Ele participou de 120 jogos pela equipe, aumentando sua média de pontos, percentual de arremessos convertidos e lances livres a cada uma de suas quatro temporadas. No geral, Corbin registrou médias de 11,5 pontos (com 50,4% de aproveitamento nos arremessos de quadra e 76,4% nos lances livres), 7,4 rebotes, 1,9 assistências, 1,1 roubo de bola e 2,3 turnovers em 31,1 minutos. Ele terminou em sétimo na lista de maiores pontuadores da história da DePaul.
Corbin formou-se em ciência da computação antes de ser selecionado na segunda rodada do draft da NBA de 1985 pelo San Antonio Spurs. Ele foi capitão do time em seus últimos anos. Ele foi introduzido no Hall da Fama de Atletismo da Universidade DePaul em 2005.

## Carreira na NBA
Corbin jogou na NBA como ala-armador de 1985 a 2000. Suas duas primeiras temporadas foram com o San Antonio Spurs, depois de ser selecionado na segunda rodada (35ª escolha geral) do draft da NBA de 1985. Após assinar com o Cleveland Cavaliers em janeiro de 1987, ele foi parte da troca feita pelos Cavs que enviou Kevin Johnson, Mark West, duas escolhas de draft de primeira rodada de 1988 e uma escolha de segunda rodada de 1989 para o Phoenix Suns em troca de Larry Nance, Mike Sanders e uma escolha de primeira rodada de 1988.
Após ser selecionado pelo Minnesota Timberwolves no draft de expansão de 1989, Corbin liderou o time e estabeleceu recordes pessoais na temporada de 1989-90 em rebotes (7,4) e roubos de bola (2,1). Corbin também registrou o primeiro triplo-duplo na história dos Timberwolves com 10 pontos, 13 rebotes e um recorde pessoal de 10 assistências, contra o Dallas Mavericks em 2 de janeiro de 1991.
Sua passagem pelo Utah Jazz veio através de uma troca no início da temporada de 1991-92, o que permitiu a ele ajudar a equipe a alcançar duas finais da Conferência Oeste. Ele teve médias de 9,6 pontos e 6,2 rebotes em 233 jogos pelo Jazz de 1991 a 1994.
Ele foi então negociado pelo Jazz junto com uma escolha de segunda rodada do draft da NBA de 1995 para o Atlanta Hawks em troca de Adam Keefe em setembro de 1994. Foi em Atlanta onde sua sequência de 415 jogos consecutivos disputados foi quebrada. Corbin depois foi negociado para o Sacramento Kings em troca de Spud Webb em junho de 1995. Junto com Walt Williams, ele foi para o Miami Heat em troca de Billy Owens e Kevin Gamble em fevereiro de 1996.
Ele então passou três temporadas com os Hawks após assinar como agente livre em 1996. Após retornar aos Kings como agente livre em 1999, ele passou a temporada seguinte com o Toronto Raptors. Em 22 de fevereiro de 2001, ele foi negociado pelo Toronto, juntamente com Corliss Williamson, Kornel David e uma escolha de primeira rodada do draft, para o Detroit Pistons em troca de Jerome Williams e Eric Montross. Corbin foi dispensado no dia seguinte, encerrando assim sua carreira como jogador na NBA.
Usando os números 23 e 33 ao longo de sua carreira como jogador, ele teve médias de 9,3 pontos (com 45,7% de aproveitamento nos arremessos), 4,8 rebotes, 1,8 assistências e 1,2 roubos de bola em quase 26 minutos ao longo de 1.065 partidas. Conhecido como um ala versátil, Corbin também disputou 81 jogos de playoffs na NBA, incluindo 37 com o Jazz, com médias de 8,4 pontos e 5,0 rebotes.

## Carreira de treinador
Após sua carreira como jogador, Corbin passou uma temporada com o Charleston Lowgators da G-League como mentor de jogadores. Corbin foi contratado por Scott Layden, na época gerente geral do New York Knicks, como gerente do desenvolvimento de jogadores dos Knicks para a temporada de 2003-04. Em 2004, ele foi para o Utah Jazz, passando sete anos como assistente técnico sob o comando de Jerry Sloan antes de eventualmente suceder Sloan como técnico principal em 2011.
Em 21 de abril de 2014, o Jazz anunciou que optou por não oferecer a Corbin um novo contrato. Posteriormente, ele se tornou assistente técnico do Sacramento Kings e, em 15 de dezembro de 2014, foi promovido a técnico principal interino após a demissão de Michael Malone. Em 12 de fevereiro de 2015, ele foi dispensado de suas funções como técnico principal pelos Kings, optando por continuar trabalhando com a organização como conselheiro da diretoria.
Em 25 de junho de 2016, dois dias após o término do draft da NBA de 2016, o Phoenix Suns anunciou que Corbin retornaria como assistente técnico sob a nova comissão técnica de Earl Watson. Watson foi jogador sob a orientação de Corbin durante sua última temporada como técnico do Jazz e também serviu como mentor de Watson quando este iniciou sua transição para treinador na NBA. Mais tarde, Corbin se reuniria com Mehmet Okur, outro ex-jogador que ele treinou, que se juntaria à comissão técnica dos Suns como treinador de desenvolvimento de jogadores. Após uma passagem de duas temporadas em Phoenix, Corbin e os Suns seguiram caminhos separados.
Em 26 de junho de 2018, Corbin foi contratado pelo Orlando Magic como assistente técnico.
Em 2 de agosto de 2022, Corbin foi contratado pelo Charlotte Hornets como assistente técnico.

## Estatísticas da NBA

### Como treinador

#### Temporada regular
| Ano      | Equipe      | PJ    | PT  | MPJ  | AP   | 3P   | LL   | RT  | AS  | BR  | TO  | PPJ  |
| -------- | ----------- | ----- | --- | ---- | ---- | ---- | ---- | --- | --- | --- | --- | ---- |
| 1985-86  | San Antonio | 16    | 0   | 10.9 | .422 | .000 | .714 | 1.6 | 0.7 | 0.7 | 0.1 | 4.0  |
| 1986-87  | San Antonio | 31    | 15  | 23.6 | .428 | .000 | .731 | 3.8 | 2.6 | 1.2 | 0.1 | 8.9  |
| 1986-87  | Cleveland   | 32    | 0   | 13.7 | .368 | .250 | .737 | 3.0 | 0.5 | 0.5 | 0.1 | 4.0  |
| 1987-88  | Cleveland   | 54    | 4   | 21.3 | .491 | .000 | .786 | 4.1 | 1.0 | 0.8 | 0.3 | 7.3  |
| 1987-88  | Phoenix     | 30    | 1   | 19.7 | .488 | .333 | .825 | 4.3 | 2.0 | 1.0 | 0.1 | 7.7  |
| 1988-89  | Phoenix     | 77    | 30  | 21.5 | .540 | .000 | .788 | 5.2 | 1.5 | 1.1 | 0.2 | 8.2  |
| 1989-90  | Minnesota   | 82    | 80  | 36.7 | .481 | .000 | .770 | 7.4 | 2.6 | 2.1 | 0.5 | 14.7 |
| 1990-91  | Minnesota   | 82    | 82  | 39.0 | .448 | .200 | .798 | 7.2 | 4.2 | 2.0 | 0.6 | 18.0 |
| 1991-92  | Minnesota   | 11    | 8   | 31.3 | .401 | .000 | .830 | 6.3 | 3.0 | 1.1 | 0.5 | 14.4 |
| 1991-92  | Utah        | 69    | 1   | 27.0 | .504 | .000 | .878 | 5.8 | 1.6 | 1.0 | 0.2 | 9.0  |
| 1992-93  | Utah        | 82    | 58  | 31.2 | .503 | .000 | .826 | 6.3 | 2.1 | 1.3 | 0.4 | 11.6 |
| 1993-94  | Utah        | 82    | 17  | 26.2 | .456 | .207 | .813 | 4.7 | 1.5 | 1.2 | 0.3 | 8.0  |
| 1994-95  | Atlanta     | 81    | 4   | 17.1 | .442 | .250 | .684 | 3.2 | 0.8 | 0.7 | 0.2 | 6.2  |
| 1995-96  | Sacramento  | 49    | 2   | 19.0 | .452 | .083 | .837 | 3.7 | 1.2 | 1.0 | 0.3 | 6.4  |
| 1995-96  | Miami       | 22    | 0   | 16.1 | .413 | .333 | .821 | 3.0 | 1.0 | 0.7 | 0.1 | 4.6  |
| 1996-97  | Atlanta     | 70    | 65  | 32.9 | .422 | .356 | .796 | 4.2 | 1.8 | 1.3 | 0.1 | 9.5  |
| 1997-98  | Atlanta     | 79    | 79  | 34.2 | .439 | .348 | .789 | 4.6 | 2.2 | 1.3 | 0.1 | 10.2 |
| 1998-99  | Atlanta     | 47    | 6   | 22.7 | .391 | .319 | .650 | 3.1 | 0.9 | 0.7 | 0.1 | 7.5  |
| 1999-00  | Sacramento  | 54    | 5   | 17.4 | .356 | .227 | .846 | 3.1 | 1.1 | 0.7 | 0.1 | 4.1  |
| 2000-01  | Toronto     | 15    | 1   | 7.8  | .237 | .000 | .500 | 0.9 | 0.3 | 0.1 | 0.0 | 1.3  |
| Carreira | Carreira    | 1.065 | 458 | 23.4 | .434 | .145 | .770 | 4.2 | 1.6 | 1.0 | .2  | 8.2  |

#### Playoffs
| Ano      | Equipe      | PJ | PT | MPJ  | AP   | 3P   | LL    | RT  | AS  | BR  | TO  | PPJ  |
| -------- | ----------- | -- | -- | ---- | ---- | ---- | ----- | --- | --- | --- | --- | ---- |
| 1985-86  | San Antonio | 1  | 0  | 14.0 | .000 | .000 | .000  | 1.0 | 1.0 | 0.0 | 0.0 | 0.0  |
| 1988-89  | Phoenix     | 12 | 12 | 25.8 | .523 | .000 | .760  | 7.1 | 2.2 | 2.0 | 0.3 | 9.1  |
| 1991-92  | Utah        | 16 | 0  | 27.9 | .504 | .000 | .778  | 5.5 | 1.1 | 0.8 | 0.2 | 11.3 |
| 1992-93  | Utah        | 5  | 0  | 32.2 | .480 | .000 | .647  | 7.6 | 1.8 | 0.6 | 0.2 | 11.8 |
| 1993-94  | Utah        | 16 | 11 | 25.8 | .387 | .333 | .933  | 4.9 | 0.9 | 1.3 | 0.2 | 6.3  |
| 1994-95  | Atlanta     | 3  | 2  | 26.3 | .462 | .333 | .889  | 3.3 | 0.7 | 0.7 | 0.3 | 11.3 |
| 1995-96  | Miami       | 2  | 0  | 17.0 | .200 | .000 | .750  | 3.5 | 0.5 | 1.0 | 0.0 | 2.5  |
| 1996-97  | Atlanta     | 10 | 10 | 36.4 | .457 | .351 | 1.000 | 4.3 | 2.0 | 0.4 | 0.2 | 10.6 |
| 1997-98  | Atlanta     | 4  | 4  | 28.3 | .280 | .167 | .000  | 3.8 | 1.0 | 1.5 | 0.3 | 3.8  |
| 1998-99  | Atlanta     | 9  | 4  | 29.8 | .417 | .261 | .750  | 3.7 | 1.8 | 0.7 | 0.0 | 7.7  |
| 1999-00  | Sacramento  | 3  | 0  | 7.7  | .400 | .000 | .000  | 1.7 | 1.0 | 0.0 | 0.0 | 1.3  |
| Carreira | Carreira    | 81 | 43 | 24.6 | .373 | .131 | .591  | 4.2 | 1.2 | .8  | .1  | 6.8  |

### Treinador
| Ano      | Time       | Temporada regular | Temporada regular | Temporada regular | Temporada regular | Temporada regular      | Playoffs | Playoffs | Playoffs | Playoffs | Playoffs                  |
| Ano      | Time       | J                 | V                 | D                 | %                 | Final                  | J        | V        | L        | %        | Resultado Final           |
| -------- | ---------- | ----------------- | ----------------- | ----------------- | ----------------- | ---------------------- | -------- | -------- | -------- | -------- | ------------------------- |
| 2010–11  | Utah       | 28                | 8                 | 20                | .286              | 4ª na Divisão Noroeste | —        | —        | —        | —        | Não foi para os playoffs  |
| 2011–12  | Utah       | 66                | 36                | 30                | .545              | 3ª na Divisão Noroeste | 4        | 0        | 4        | .000     | Perdeu na Primeira Rodada |
| 2012–13  | Utah       | 82                | 43                | 39                | .524              | 3ª na Divisão Noroeste | —        | —        | —        | —        | Não foi para os playoffs  |
| 2013–14  | Utah       | 82                | 25                | 57                | .305              | 5ª na Divisão Noroeste | —        | —        | —        | —        | Não foi para os playoffs  |
| 2014–15  | Sacramento | 28                | 7                 | 21                | .250              | (Interino)             | —        | —        | —        | —        |                           |
| Carreira | Carreira   | 286               | 119               | 167               | .382              |                        | 4        | 0        | 4        | .000     |                           |

## Vida pessoal
Corbin tem dois filhos, Tyjha e Tyrell, com sua esposa e namorada do ensino médio, Dante. Tyrell foi um dos principais prospectos de basquete de Utah, sendo nomeado Mr. Basketball de Utah no ano de 2011. Tyrell jogou jogou basquete universitário pelo UC Davis Aggies, uma escola da Divisão I que compete na Big West Conference, sendo treinado por Jim Les, ex-companheiro de equipe de seu pai no Atlanta Hawks na temporada de 1994-95. Tyrell mais recentemente jogou pelo Mega Tbilisi na Superliga Georgiana em 2022.